# ISO 3166-2:NZ
ISO 3166-2:NZ es la entrada para Nueva Zelanda en ISO 3166-2, parte de los códigos de normalización ISO 3166 publicados por la Organización Internacional de Normalización (ISO), que define los códigos para los nombres de las principales subdivisiones (p.ej., provincias o estados) de todos los países codificados en ISO 3166-1.
En la actualidad, para Nueva Zelanda los códigos ISO 3166-2 se definen para 16 regiones y 1 autoridad territorial.
Algunas de las Islas periféricas de Nueva Zelanda que están fuera de la autoridad de cualquier región carecen de códigos asignados, específicamente:
- Islas Kermadec
- Islas subantárticas de Nueva Zelanda
- Islas Tres Reyes

Cada código consta de dos partes, separadas por un guion. La primera parte es NZ, el código ISO 3166-1 alfa-2 para Nueva Zelanda. La segunda parte tiene tres letras: regiones e isla de especial autoridad.

## Códigos actuales
Los nombres de las subdivisiones se ordenan según el estándar ISO 3166-2 publicado por la Agencia de Mantenimiento ISO 3166 (ISO 3166/MA).
Los códigos ISO 639 se usan para representar los nombres de las subdivisiones en los siguientes idiomas oficiales:
- (en): Inglés
- (mi): Maorí

Pulsa sobre el botón en la cabecera para ordenar cada columna.
| Código | Nombre de la subdivisión (en) | Nombre de la subdivisión (mi) | Categoría de la subdivisión |
| ------ | ----------------------------- | ----------------------------- | --------------------------- |
| NZ-AUK | Auckland                      | Tāmaki-makau-rau              | región                      |
| NZ-BOP | Bay of Plenty                 | Te Moana a Toi Te Huatahi     | región                      |
| NZ-CAN | Canterbury                    | Waitaha                       | región                      |
| NZ-GIS | Gisborne                      | Tūranga nui a Kiwa            | región                      |
| NZ-HKB | Hawke's Bay                   | Te Matau a Māui               | región                      |
| NZ-MBH | Marlborough                   |                               | región                      |
| NZ-MWT | Manawatu-Wanganui             | Manawatu Whanganui            | región                      |
| NZ-NSN | Nelson                        | Whakatū                       | región                      |
| NZ-NTL | Northland                     | Te Tai tokerau                | región                      |
| NZ-OTA | Otago                         | Ō Tākou                       | región                      |
| NZ-STL | Southland                     | Murihiku                      | región                      |
| NZ-TAS | Tasman                        |                               | región                      |
| NZ-TKI | Taranaki                      | Taranaki                      | región                      |
| NZ-WKO | Waikato                       | Waikato                       | región                      |
| NZ-WGN | Wellington                    | Te Whanga-nui-a-Tara          | región                      |
| NZ-WTC | West Coast                    | Te Taihau ā uru               | región                      |
| NZ-CIT | Chatham Islands Territory     | Wharekauri                    | Autoridad insular especial  |

## Cambios
Los siguientes cambios de entradas han sido anunciados en los boletines de noticias emitidos por el ISO 3166/MA desde la primera publicación del ISO 3166-2 en 1998, cesando esta actividad informativa en 2013.
| Informe                       | Fecha de emisión | Descripción del cambio reportado | Cambio de código o subdivisión                                |
| ----------------------------- | ---------------- | --- | ------------------------------------------------------------- |
| Boletín II-2                  | 2010-06-30       | Se añade el prefijo del código nacional como primer elemento del código, se añaden los nombres en las lenguas oficiales, se actualizan la estructura administrativa y el origen de la lista                                                        | Subdivisiones añadidas:NZ-CIT Territorio de las Islas Chatham |
| Plataforma en línea de la ISO | 2014-11-03       | Cambia la categoría de la subdivisión de NZ-AUK | (TBD)                                                         |
| Plataforma en línea de la ISO | 2015-11-27       | Ser suprimen todas las autoridades unitarias; de las islas NZ-N, NZ-S; cambio del nombre de subdivisión de NZ-GIS, NZ-MBH, NZ-NSN, NZ-TAS, Cambia la categoría de la subdivisión: de consejo regional a región; se actualiza el origen de la lista | (TBD)                                                         |